# Paniowice
Paniowice (niem. Pannwitz) – wieś w Polsce, położona w województwie dolnośląskim, w powiecie trzebnickim, w gminie Oborniki Śląskie, w pobliżu Wrocławia, przy ujściu Widawy do Odry.

## Podział administracyjny
W latach 1975–1998 miejscowość należała administracyjnie do województwa wrocławskiego. Do końca 2010 r. z Paniowicami był związany przysiółek Laskownica, zniesiony z dniem 1 stycznia 2011 roku.

## Organizacje pozarządowe
Na terenie wsi Paniowice działa Stowarzyszenie na Rzecz Rozwoju Paniowic Moje Paniowice.

## Obiekty współczesne
We wsi znajduje się współczesny kościół pw. Miłosierdzia Bożego należący do parafii św. Anny w Szewcach, poświęcony w roku 1999.

## Zabytki
Obiekty umieszczone w wojewódzkiej ewidencji zabytków: 
- historyczny układ ruralistyczny wsi
- miejsce pocmentarne
- zespół pałacowy w ruinie (nr 32)
- park przypałacowy

## Sport
W miejscowości istnieje drużyna piłkarska LKS Paniowice, grająca w klasie B.

## Szlaki turystyczne
- Szlak dookoła Wrocławia im. doktora Bronisława Turonia[8]
- Trzebnicka pętla rowerowa[8]